# Coen Boerman
Coen Boerman, né le 11 novembre 1976 à Almelo, est un coureur cycliste néerlandais, professionnel de 2000 à 2002 chez Rabobank.

## Biographie
Coen Boerman naît le 11 novembre 1976 à Almelo aux Pays-Bas.

## Palmarès
| - 1996 - Tour de Cologne amateurs - 1997 - 9e étape de l'Olympia's Tour - 3e du championnat des Pays-Bas sur route espoirs - 1998 - Internatie Reningelst - Course des chats - 2e du Tour du Loir-et-Cher - 2e du ZLM Tour - 2e du Tour Beneden-Maas - 3e du championnat des Pays-Bas du contre-la-montre espoirs | - 1999 - 1re étape du Circuit des mines - 4e étape du Tour de Lleida - 3e de l'Internationale Wielertrofee Jong Maar Moedig - 2001 - 3e du Tour de Hollande-Septentrionale - 2002 - 1re étape des Deux Jours des Éperons d'or (contre-la-montre) |

## Résultats sur les grands tours

### Tour d'Italie
1 participation 
- 2000 : abandon (14e étape)